# Сенахой
Сенахой — покинутый аул в Галанчожском районе Чеченской Республики. Входит Терлоевское сельское поселение.

## География
Расположен недалеко от правого берега реки Бара, к юго-востоку от районного центра Галанчож.
Ближайшие населённые пункты: на северо-западе — бывшие аулы Кенахой, Джелашхой, хутор Ошни и село Моцкарой, на северо-востоке — бывшие аулы Идахой и Целтакумой, на юго-востоке — бывший аул Юрдыхой, на юго-западе — хутор Эльпаро, на востоке — бывший аул Тухой.

## История
Аул Сенахой ликвидирован в 1944 году в период выселения чеченцев. После реабилитации, произошедшей в 1956 году, чеченскому населению было запрещено возвращаться в свои исконные районы: Галанчожский, Шатойский и Итум-Калинский.